# Аммар Мешић
Аммар Мешић (Пријепоље, 10. децембар 1991) српски је телевизијски и позоришни глумац.

## Биографија
Рођен је у Пријепољу. Студије глуме започео је са 16 година, након другог разреда средње школе, коју је ванредно завршио.
Након прве године студија добио је прву улогу у ТВ серији Заувек млад (2009). Његов глумачки партнер у овој серији био је познати југословенски глумац Аљоша Вучковић. Од тада се непрекидно бави овим послом. Током студија добио је улоге у представама Ручни рад (2010) и Исидора Данкан (2011) у Народном позоришту Ниш, Иза кулиса (2011) у Народном позоришту Пријепоље, Лепотица и Звер (2012), Кад се Миша најео слаткиша (2014).
Током треће године студија добио је главну улогу у грчком филму Вођа (2012), који је сниман у Атини. Након тога добијао је улоге у многим рекламама (Nesscafe, Телеком Србија, ВИП Македонија, Агора Хрватска, Смоки, Clipsy итд.) и радио-драмама попут Неуспела трговина и Ко је Бојана П. (Академија драмских уметности).
Дипломирао је 2012. на Факултету савремених уметности, у класи професора Ирфана Менсура, представом Маслачак и ретард која је играна у Београдском народном позоришту.

## Филмографија
| Год.       | Назив                             | Улога               |
| ---------- | --------------------------------- | ------------------- |
| 2000-е     |                                   |                     |
| 2009.      | Заувек млад                       | Никола              |
| 2010-е     |                                   |                     |
| 2011.      | Све наше нешто тако               |                     |
| 2012.      | Војна академија (серија)          | Кадет Башић         |
| 2013.      | Европа, бре!                      | Фриц                |
| 2013.      | Отворена врата                    |                     |
| 2014.      | Игра престола                     | врабац              |
| 2015.      | Off (серија)                      | лик који дува       |
| 2017.      | Santa Maria della Salute (серија) | Коста Руварац       |
| 2018—2019. | Погрешан човек                    | Бранимир Петровић   |
| 2020-е     |                                   |                     |
| 2020—2023. | Игра судбине                      | Страхиња Бунчић     |
| 2024—данас | У добру и злу                     | Кашмир Срића „Миро” |

## Улоге у позоришту
| Представа              | Позориште                   |
| ---------------------- | --------------------------- |
| Породица Кременко      | Театар 78                   |
| Лепотица и звер        | Дечији културни центар      |
| Маслачак и ретард      | Народно позориште Ниш       |
| Исидора (представа)    | Народно позориште Ниш       |
| Иза кулиса (представа) | Народно позориште Пријепоље |
| Ручни рад (представа)  | Народно позориште Ниш       |

Извор: